# Fredy Montero
Fredy Henkyer Montero Muñoz (Campo de la Cruz, 26 juli 1987) is een Colombiaans voetballer die bij voorkeur als aanvaller speelt. Montero debuteerde in 2009 in het Colombiaans voetbalelftal.

## Clubcarrière
Montero stroomde in 2005 door vanuit de jeugd van Deportivo Cali. Die club leende hem verschillende malen uit. Eerst aan Academica, daarna aan Atlético Huila en in 2009 aan Seattle Sounders. In januari 2011 nam Seattle Sounders Montero definitief over. Hij scoorde in alle competities samen de meeste doelpunten ooit voor de club. In 2013 leende Seattle Sounders hem uit aan Millonarios en op 22 juli 2013 aan Sporting Lissabon, dat een aankoopoptie bedong. Op de openingsspeeldag van het seizoen 2013/14 scoorde hij bij zijn debuut een hattrick in de Primeira Liga tegen FC Arouca. Een week later scoorde hij opnieuw voor Sporting, tegen Académica Coimbra.
Hij tekende in januari 2014 een contract tot medio 2018 bij Sporting Lissabon, dat hem dat seizoen nog huurde van Seattle Sounders.

## Interlandcarrière
Montero debuteerde op 9 mei 2007 voor Colombia in een vriendschappelijke wedstrijd tegen Panama. Op 28 december 2008 scoorde hij zijn eerste doelpunt voor Colombia in een officieuze wedstrijd tegen Catalonië in het Camp Nou.
| Interlands van Fredy Montero voor Colombia | Interlands van Fredy Montero voor Colombia | Interlands van Fredy Montero voor Colombia | Interlands van Fredy Montero voor Colombia | Interlands van Fredy Montero voor Colombia | Interlands van Fredy Montero voor Colombia | Interlands van Fredy Montero voor Colombia |
| №                                          | Datum                                      | Wedstrijd                                  | Uitslag                                    | Competitie                                 | Goals                                      |                                            |
| Als speler van Deportivo Cali              | Als speler van Deportivo Cali              | Als speler van Deportivo Cali              | Als speler van Deportivo Cali              | Als speler van Deportivo Cali              | Als speler van Deportivo Cali              | Als speler van Deportivo Cali              |
| ------------------------------------------ | ------------------------------------------ | ------------------------------------------ | ------------------------------------------ | ------------------------------------------ | ------------------------------------------ | ------------------------------------------ |
| 1                                          | 9 mei 2007                                 | Panama – Colombia                          | 0 – 4                                      | Vriendschappelijk                          | 0                                          |                                            |
| 2                                          | 23 augustus 2007                           | Colombia – Mexico                          | 1 – 0                                      | Vriendschappelijk                          | 0                                          |                                            |
| 3                                          | 12 oktober 2008                            | Colombia – Paraguay                        | 0 – 1                                      | Kwalificatie WK 2010                       | 0                                          |                                            |
| 4                                          | 29 december 2008                           | Catalonië – Colombia                       | 2 – 1                                      | Vriendschappelijk                          | 1                                          |                                            |
| 5                                          | 12 augustus 2009                           | Colombia – Venezuela                       | 1 – 2                                      | Vriendschappelijk                          | 0                                          |                                            |